# ホッローケー

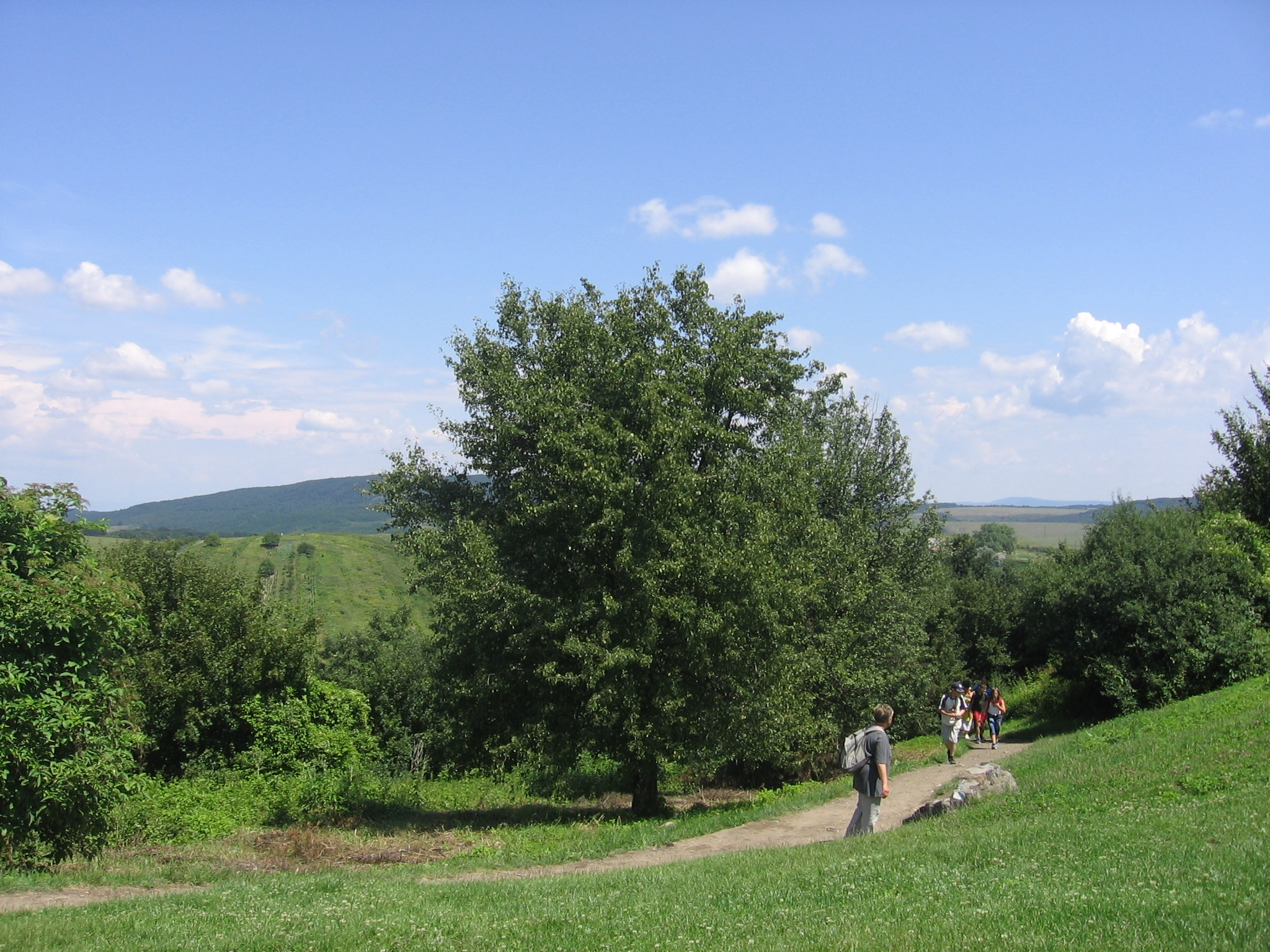
チェルハート山脈の豊かな自然

ホッローケー (Hollókő [ˈholːoːkøː]) は、ハンガリーのノーグラード県の村。ホローケー、ホロケ、ホッロークーという表記も見られる。「ハンガリーで最も美しい村」とも評される伝統的な村落が保たれていることから、古民家の建ち並ぶ中心的な通りが1987年にユネスコの世界遺産（文化遺産）に登録された。現在では世界遺産に登録されている村は他にもあるが、ホッローケーの登録はそれらの中で最初のものである。

## 位置と自然
村は首都ブダペストの北東に位置し、スロバキアとの国境にも比較的近い。一帯は低い山頂が連なるチェルハート山脈 (Cserhát) の渓谷に含まれており、この自然環境は保護地区にもなっている。

### 生物相
チェルハートの語源はチェル (cser) で、山腹に自生していたブナ科のターキー・オーク (Turkey Oak) を意味する。現在はターキー・オークに限らず様々なオークが生えており、北の山腹はフユナラ (Sessile Oaks) を、南の山腹はカシやセイヨウサンシュユ (European Cornels) などを主体としつつ、ほかにもカエデ、シュンギク、モモバキキョウ (Peach-leaved Bellflower)、シデなどを見ることができる。さらに人工林としてスプルースやアカシアの林も存在している。
このような豊かな自然の下、生息している哺乳類にはアカシカ、ノロジカ、アナグマ、イタチ、イノシシ、フェレット、ヤマネなどが挙げることができ、ほかに多くの野鳥も生息している。

## 歴史

### 起源
ホッローケーという村の名前はハンガリー語のholló「ワタリガラス」とkő「石」を組み合わせたものである。伝説によれば有力者がこの城を建てて、隣国の美女をさらってそこに幽閉した。その乳母が悪魔に女性の救助を依頼すると、悪魔はカラスたちを使い、城の石を持ち去って助け出したといい、ここから城と村が「ホッローケー」と呼ばれるようになったのだという。異伝では魔女がカラスたちに石を運ばせ、城を作り上げた民話に由来するという。現在の村の紋章でもカラスが使われている（記事冒頭のテンプレート内参照）。
ホッローケー村は、教区に関する記録を元に1342年には成立していたとされている。しかしながら、村周辺の歴史はもう少し古く、「ホッローケー」の名は、ホッローケー城に触れた1310年の文書にまで遡ることができる。

### ホッローケー城

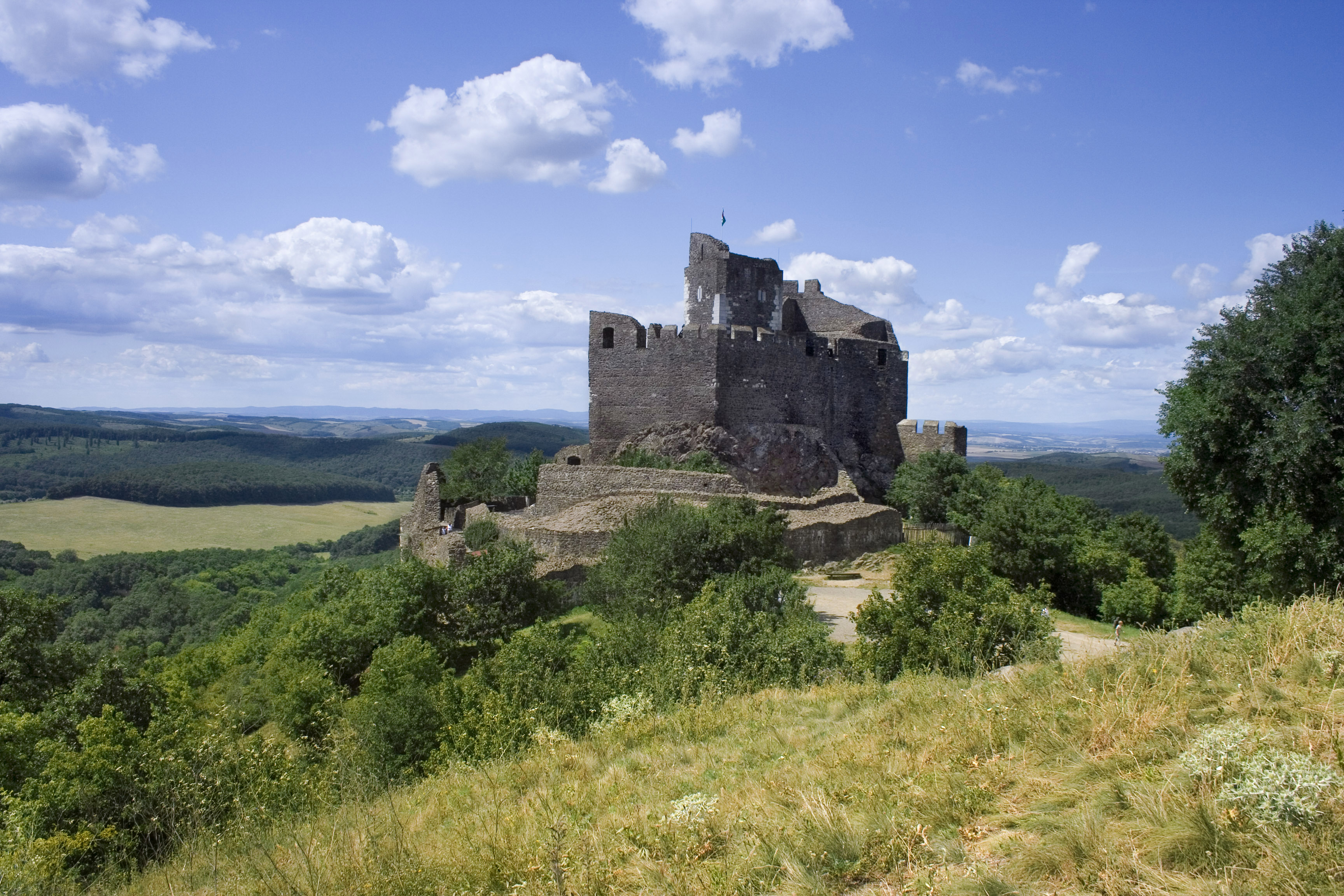
ホッローケー城

村を見下ろすサールの丘（Szár, 標高365 m）には今もホッローケー城が残っている。伝説では美女や悪魔が登場するが、実際の建造目的はそれらとは何の関係もなく、1241年から1242年にモンゴル帝国の侵攻を受けた後に、それへの備えとして建造されたものである。当時のハンガリー王ベーラ4世は防塞の建築を全土に命じ、ノーグラードの一帯だけでも42の城が建てられた。
最初は五角形の塔が建っているだけだったが、その後数世紀の間に段階的に様々な建造物が増築されていき、現在残るような城になった。この城はフス戦争の際にも宗教改革派を阻む防壁として機能していた。
1526年のモハーチの敗戦以降、ハンガリーはオスマン帝国に蚕食されていき、ホッローケー城も1552年にトルコの勢力圏内に置かれ、その支配は1683年まで続いた。ただし、ホッローケー一帯の支配において城は重視されなかったことから、トルコの支配が終わった頃にはかなり荒廃していた。
しかし、その荒廃がかえってホッローケー城を大破壊から逃れさせたのである。1711年の王令で政敵が匿われうる城塞の破壊が命じられたが、すでに防衛機能を失っていたホッローケー城は、壁などの一部が損壊させられたにとどまった。そのため、ハンガリー北部に残る城砦建築の中では、保存状態が良い部類に属しており、1966年からおよそ30年間をかけて修復作業も行われた。

### 伝統的集落の形成
ホッローケー村の伝統的な住民たちはパローツ人であり、モンゴルの西進の際にカスピ海沿岸部から逃れてきたクマン人の流れを汲むともされる。その伝統的集落は木造を主体としており、焼失と再建を繰り返してきた。1781年には木造を禁止する法令も出され、罰則も定められたが、木造の伝統は守られていった。
1772年には単一の通りしか存在していなかったが、後に裏通りが整備され、基本的な区画は1885年には確定した。それは今でもほとんど変わっていないが、建造物群の大半は1909年の大火で焼失してしまったため、20世紀になって再建されたものである。再建時には石壁を主体とするようになり、木造は限定的に取り入れられている。

### 20世紀以降
ホッローケーの村落は、20世紀のハンガリーにおいて経済的に取り残された地域となった。村の周辺には野菜畑や果樹園が広がり、かつては自給自足経済が営まれていたが、地質の悪さから伝統的に貧しく、鉄道や幹線道路の敷設地からも離れていた。1950年代以降にハンガリーが経済成長を遂げ、各地で新しい住宅が建てられたときにも、そうした流れとホッローケーはほぼ無縁だった。しかし、その結果、共産主義政権下での集団農場化にも巻き込まれることがないまま、伝統的集落が良好な状態で保存されることになり、1987年には人が住んでいる村落として初めて世界遺産に登録された。

## 行政
現在の村の自治体 (Village Municipality) が成立したのは1990年10月10日である。それ以前には、ナギローツ (Nagylóc) とホッローケーの共同村議会が存在していた。
現在の議会は市長以下5人の代議士が存在している。その目下の課題は、年金受給者が7割にも達する村人口の高齢化である。もちろん世界遺産登録地域の保全や関連する文化の継承も重要な課題となっている。

## 経済
村にとっては観光業の存在は非常に大きなものである。その一方、少なくとも1997年の段階では、伝統的な村落を保持する観点から大規模な観光地化などが行われておらず、世界遺産登録時に（まだ社会主義体制下であったため、資本主義国が中心となっていた制度である世界遺産に対して）過度に期待された観光収入の大幅な増加には必ずしも結びついていないとされていた。
村の失業率は近隣市町村に比べて相対的に高く、新たな雇用の創出も行政にとっての課題となっている。

## 世界遺産

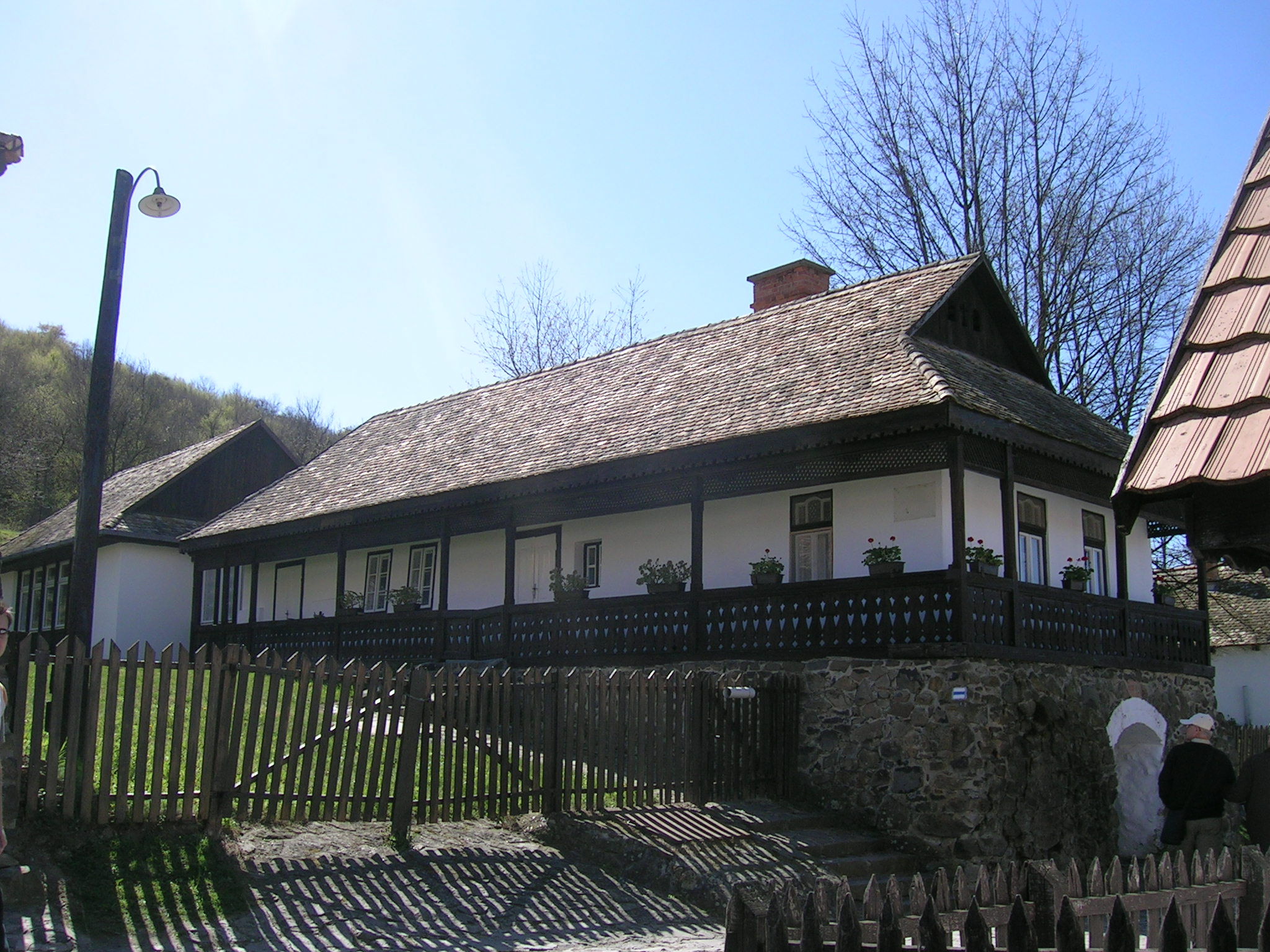
パローツ様式の典型的住居

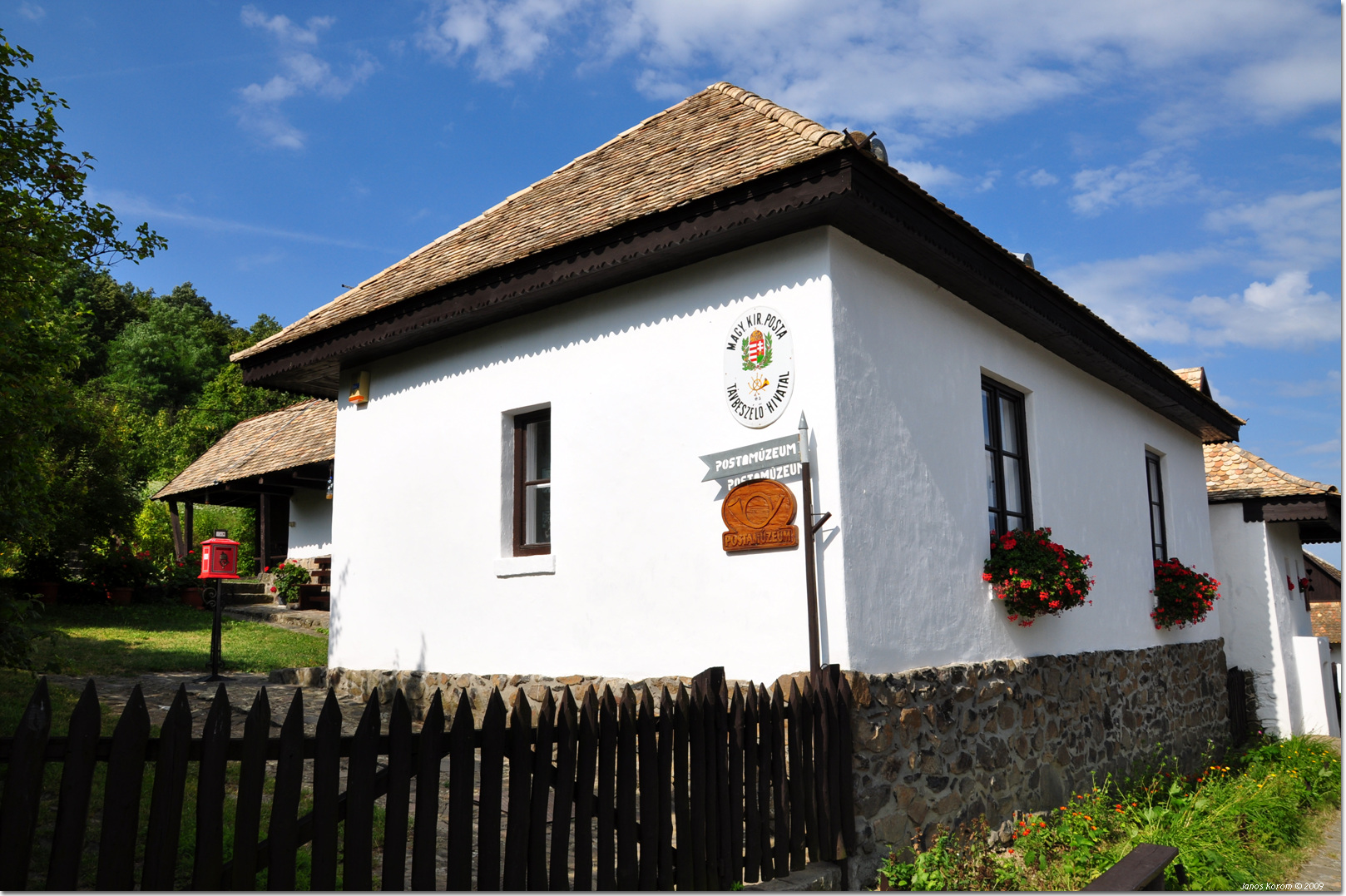
ホッローケーの郵便局

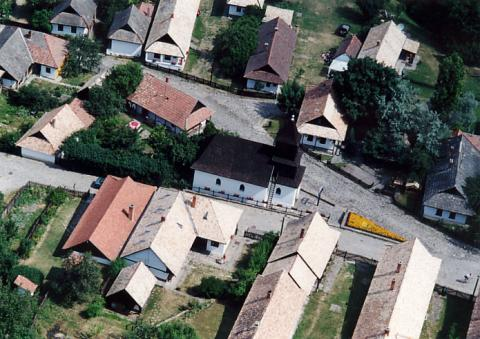
空から眺めた折り返し点

1987年、「ブダペストのドナウ河岸とブダ城地区」（現・「ブダペストのドナウ河岸とブダ城地区およびアンドラーシ通り」）とともに、ハンガリーで初めて世界遺産リストに登録された。ICOMOSの評価書には「ホッローケー、農村建築物群」(Hollókő, rural architecture / Hollókő, ensemble d'architecture rurale) と記載されていたが、正式登録名は単に「ホッローケー」となった。2003年にハンガリー当局の要請を踏まえて「ホッローケーの古い村落とその周辺」と改称された。

### パローツ様式と文化的伝統
ホッローケーにはパローツ様式 (Palóc) と呼ばれる独特の建築様式が保存されている。白い壁は泥と藁を混ぜたものに石灰を塗って作られている。屋根は主に入母屋造で、破風には木製の飾り格子があり、それぞれの家が分かる家紋のような透かし彫りになっている。これは装飾的役割だけでなく、煙の通り道としても機能している。外観は2階建てのようにも見えるが、石造りの地下室と木造の平屋で構成されている。
パローツの伝統は、美しい刺繍に飾られた民族衣装にも表れている。特に女性の正装は多重のスカートやエプロンからなる美しい民族衣装で、行事のとき以外にも日曜礼拝などでは今でも着用されている。女性の場合、結婚してから出産するまでの間には、特に華やかな専用の衣装を着る。これは、慎ましやかな未婚の時期と、子育てに忙殺される出産後の時期の間が最も華やぐ時期とする考え方に基づいているという。ほかにより簡素な農作業用の民族衣装もある。現在の装飾性の高い正装は1870年代から1880年代に確立したものとされる。
世界遺産となり、年間数万人の観光客が訪れるようになってからは、パローツの民族衣装を纏った女性たちによって、菓子作りや民族舞踊などのレセプションが行われている。また、民家の中には観光客が宿泊可能なものもある。
パローツの文化的伝統は言語にも現れており、地元では独特の「パローツ方言」が話されてきた。しかし、過去に標準語の使用が強制されていた歴史的背景から、話せる住民は高齢者に限られているという。

### 登録対象
登録範囲は140 ha あまりで、伝統的村落の中心的な通りのコシュート・ラヨシュ通りと、その裏手に当たるペテーフィ・シャーンドル通りに並ぶ65軒、および近隣の菜園やホッローケー城などが対象となっている。緩衝地域は今のところ設定されていない。
コシュート通りはメインストリートとはいえ、傾斜している上に平坦に整備されているわけではない。この道には、伝統文化を知ることのできる「村の博物館」、昔の郵便配達人の姿を伝える郵便博物館、民族衣装を纏った様々な人形の展示された人形博物館などがある。通りの端には カトリックの木造教会が建っている。それは本来14世紀に建造されたものだが、1909年に焼失したため、現在のものは忠実に再建されたものである。2002年にも改修がなされた。
その木造教会を折り返し点にするように裏通りのペテーフィ通りが伸びており、三日月を描くようにして再びコシュート通りに合流している。ハンガリーの伝統的な街並みは、細い街路沿いに妻を向けた建物が並んでおり、街路の規模が大きくなると、途中で折り返すようにして裏通りが配置される。つまり、こうした三日月状の通りはハンガリーにはしばしば見られるものであり、折り返し点に教会を配置するのも標準的なものである。ただし、民族的・地理的特質から、建造物の様式にはハンガリーよりもスロバキアに近い要素も含まれているとも指摘されている。一例を挙げると、ホッローケーは前述のように入母屋造の屋根を主体とするが、ハンガリーの他の地域の伝統的民家は主に切妻造である。
ペテーフィ通りには陶芸家や彫刻家の工房があり、民芸品の展示などを行っている。こうした民芸品の発達を、かつての自給自足時代の名残りと推測する者もいる。
ホッローケー城には城博物館 (Castle Museum) が設営されており、4月1日から10月末日までの毎日と、それ以外の時期の毎週末に開かれている。そこでは歴史を伝える蝋細工の展示や兵器の陳列が行われており、14世紀当時のままとされる礼拝堂も残っている。

### 保全
ハンガリーに唯一残った伝統的村落として、世界遺産登録前から文化財保護法（1962年）に基づき、保存活動が行われてきた。1960年代にどのような保全をすべきかの検討が行われ、1977年以降、世界遺産登録地域と重なる141 ha が「ホッローケー景観保護区」（Hollóko Landscape Protection Area, 英語名はホッローケー村による）とされた。
保護主体は自然環境省内の世界遺産委員会内とされているが、実質的に管理を行っているのは「保護委員会」だという。この委員会には文化庁、村役場、建築学の専門家、地元の観光協会の代表者などが参加している。
文化財保護の観点から、伝統的住居について増改築するときには村役場の許可が必要になる。なお、伝統的な住民たちも利便性の高い新市街に移住する事例は増えており、世界遺産登録地域内の住民構成もパローツに憧れて移住してきた知識人の方が多くなっている。20世紀末の時点で伝統的なパローツの世帯は6世帯になっており、2009年には36人にまで減っているという。
こうしたことによって、ホッローケーのアイデンティティや伝統が失われることへの懸念も指摘されている。もちろん、すでに触れたように、村としても文化の保存や継承は重視しており、伝統文化の教育などにも意欲的に取り組んでいる。
なお、2009年11月19日、過疎化と少子高齢化により、廃校の危機に瀕していたホッローケー村小学校と保育園の存続に対する貢献により、オーストリア＝ハンガリー帝国（1918年に帝政廃止）の皇太子であったオットー・フォン・ハプスブルク以来2人目となるホッローケー村名誉村民の称号を日本人の伊能隆男に授与した。

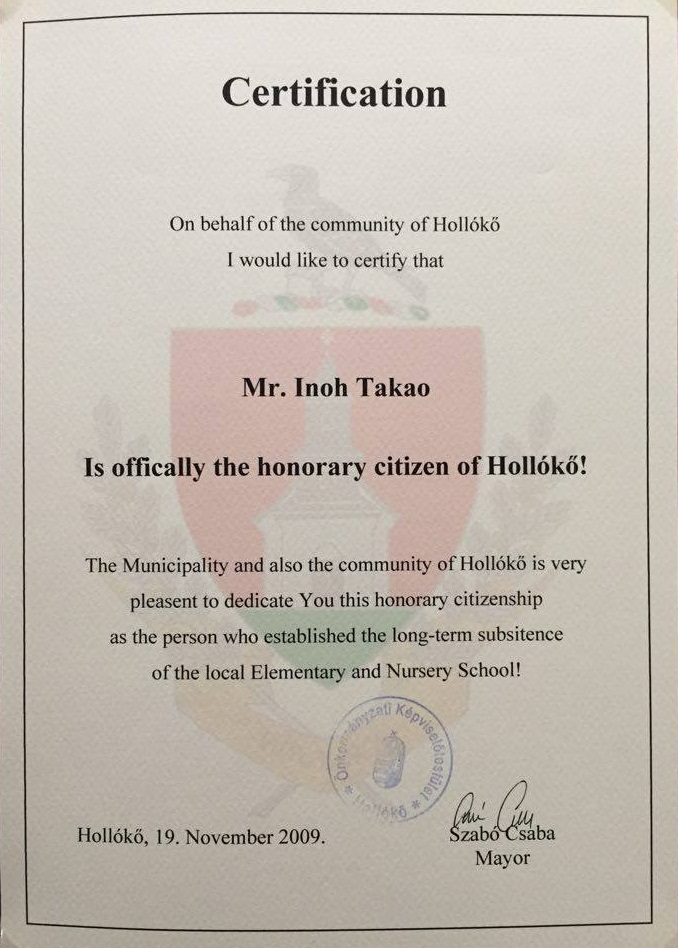
2009年11月19日伊能隆男に授与された名誉村民賞状

### 登録基準
ハンガリー当局は基準 (3)、(4)、(5) に該当するものとして申請したが、結果的にはこの世界遺産は世界遺産登録基準のうち、以下の条件を満たし、登録された（以下の基準は世界遺産センター公表の登録基準からの翻訳、引用である）。
- (5) ある文化（または複数の文化）を代表する伝統的集落、あるいは陸上ないし海上利用の際立った例。もしくは特に不可逆的な変化の中で存続が危ぶまれている人と環境の関わりあいの際立った例。

この基準は、上述の通り、パローツ様式の伝統的集落が、そこで暮らす人々の生活とともに良好に保存されており、20世紀に集団農場化されて大きく農業が変わるより前の農村の姿をよく伝えていることによる。

### 登録名
この物件の公式な登録名は、Old Village of Hollókő and its Surroundings （英語）/ Hollókö, le vieux village et son environnement（フランス語）である。その日本語訳は、以下のように文献によって若干の揺れがある（2003年の改名以降の文献に限る）。
- 「ホローケーの古村落とその周辺地区」（日本ユネスコ協会連盟[24]）
- 「ホローケーの古集落」（青柳正規[25]）
- 「ホローケーの伝統的集落」（世界遺産アカデミー[26]）
- 「ホッローケーの古村と周辺環境」（古田陽久[27]）
- 「ホッローケー古村落とその近郊」（『なるほど知図帳 世界2010』[28]）
- 「ホッロークーの古村落とその周辺地区」（地球の歩き方[29]）

### 観光アクセス
既述の通り、世界遺産登録に対し住民は好意的で、そのことに誇りを持っているという。しかし、知名度の向上によって観光客は増加し、年間の観光客は2、3万人に及ぶとも言われる。この点、正確な統計はないものの、増加傾向にあるとされている。村に繋がる唯一の幹線道路は、伝統行事の見られる復活祭の時期などには、観光客によって大渋滞する事態にもなっている。
2009年7月時点ではブダペストからの直通バスが1日に数本出ている。バスでの所要時間は約2時間である。

### その他
人が住んでいる村落としては、その後ヴルコリニェツ（1993年）、白川郷・五箇山の合掌造り集落（1995年）などが登録された。日本では、寒さに対応するための住居の工夫、色彩も含めた外観、交通の不便さから都市化を免れた点、伝統文化を守ることへの地元住民の意識の高さなど、白川郷・五箇山とホッローケーに共通する要素も指摘され、比較対象にもされた。

## 姉妹都市

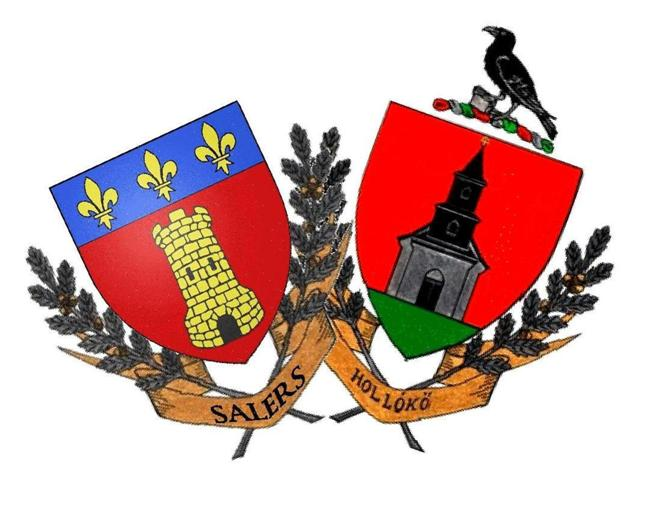
ホッローケーとサレールの紋章

- サレール（Salers, フランス）[31]